# Benice (okres Martin)
Benice jsou malá obec na Slovensku v okrese Martin.

## Historie
První písemná zmínka o obci pochází z roku 1267. V obci se nachází kúria Benických ze 17. století a klasicistní kúria z poloviny 19. století. K 31. prosinci roku 2016 žilo v obci 353 obyvatel.

## Geografie
Obec se nachází v nadmořské výšce 428 metrů a rozkládá se na ploše 2,15 km2. V katastrálním území Benice je národní přírodní rezervace Turiec.